# Nagy víziboglárka
A nagy víziboglárka (Ranunculus aquatilis) a boglárkavirágúak (Ranunculales) rendjébe, ezen belül a boglárkafélék (Ranunculaceae) családjába tartozó faj.

## Előfordulása
A nagy víziboglárka Európában mindenfelé megtalálható, helyenként gyakori. Őshonos Észak-Amerika nyugati részén és Afrika északnyugati részén is.

## Megjelenése
A nagy víziboglárka többnyire vízben nő. Szára vékony, hosszúsága a 100-150 centimétert is elérheti. Kétféle levélalakja van. A víz színén úszók laposak, vese alakúak, 3-5 karéjúak vagy osztottak, az alámerült levelek villásan finom sallangokra szeldeltek, minden irányban szétterülők. A 2-2,5 centiméter széles virágok egyesével állnak, 5 csészelevéllel és 5 széles, mézfejtővel rendelkező sziromlevéllel. Terméscsoportját apró aszmagok alkotják.

## Életmódja
A nagy víziboglárka álló- és lassan folyó, tápanyagban gazdag, de mészben többnyire szegény vizek lakója. A virágzási ideje májustól augusztus végéig tart.

## Képek

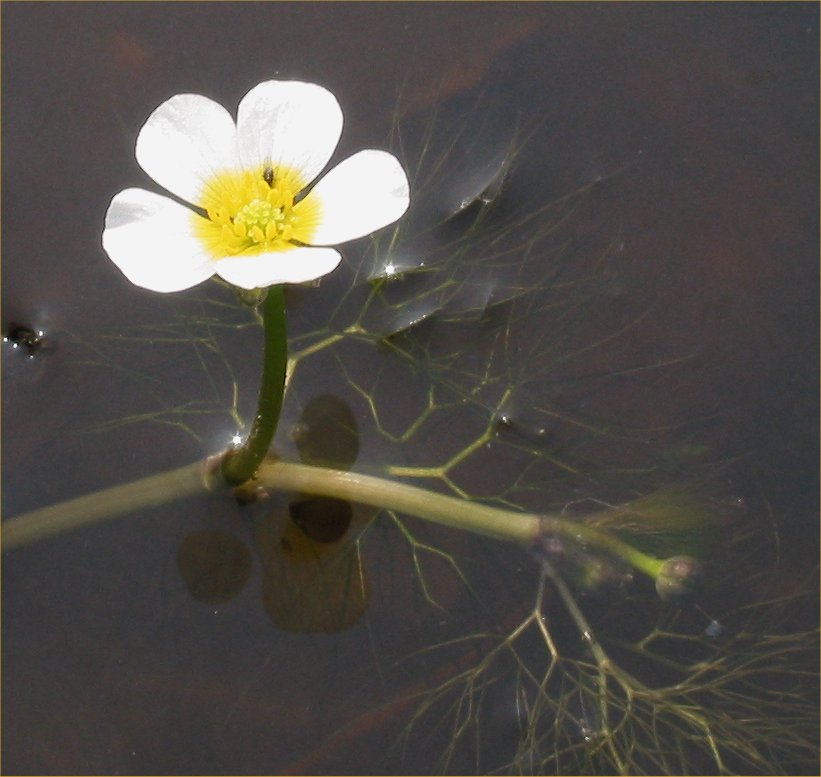
A virága
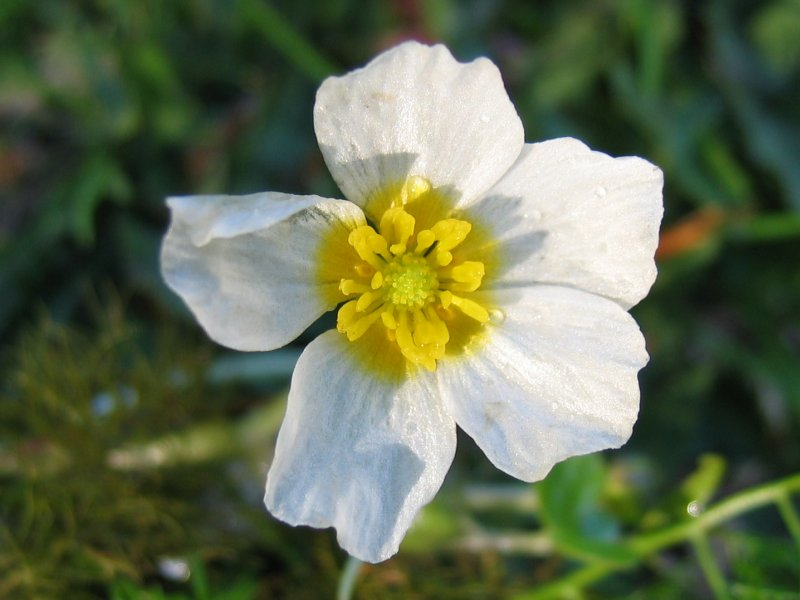
Virága közelről
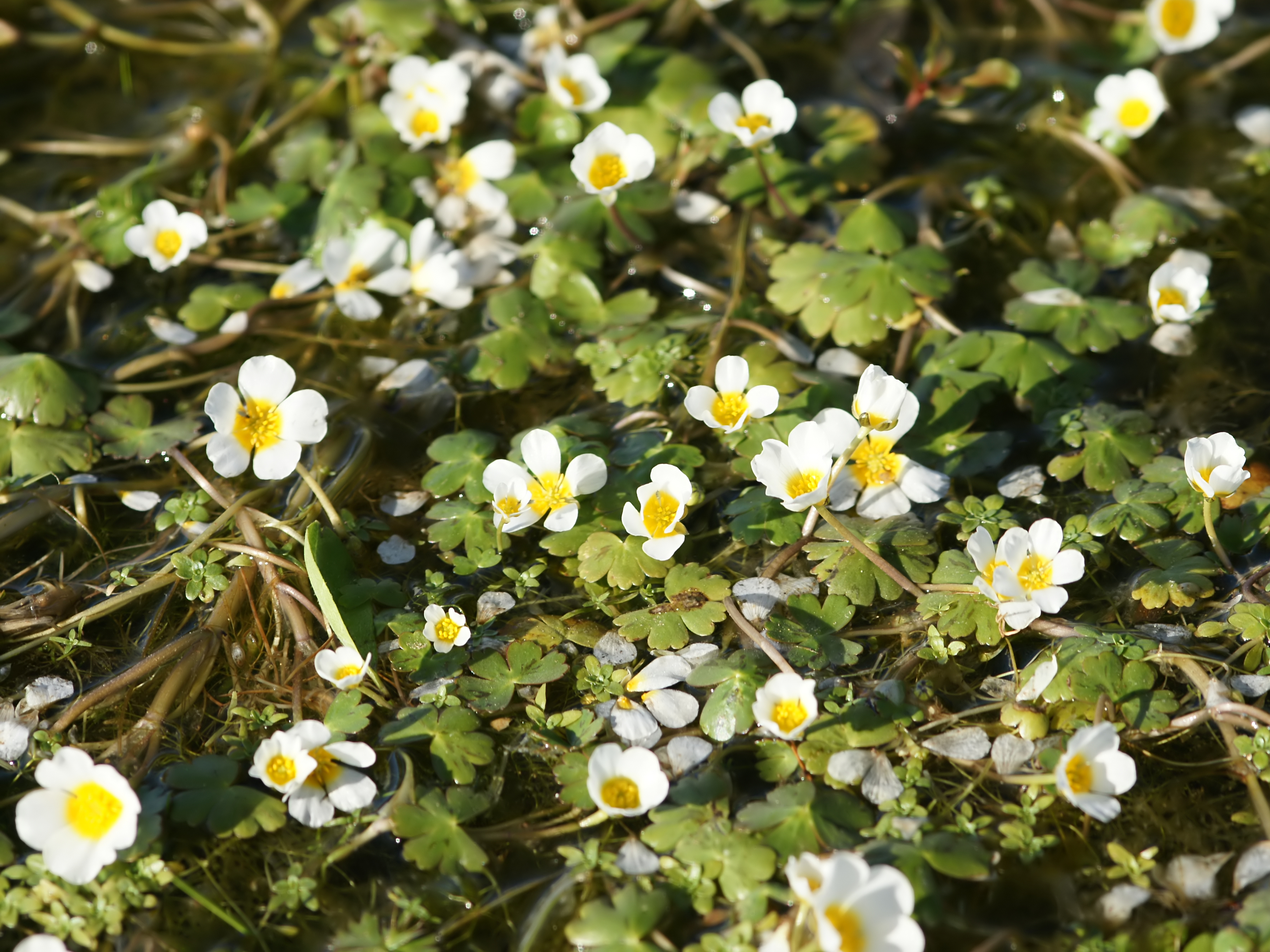
A természetben
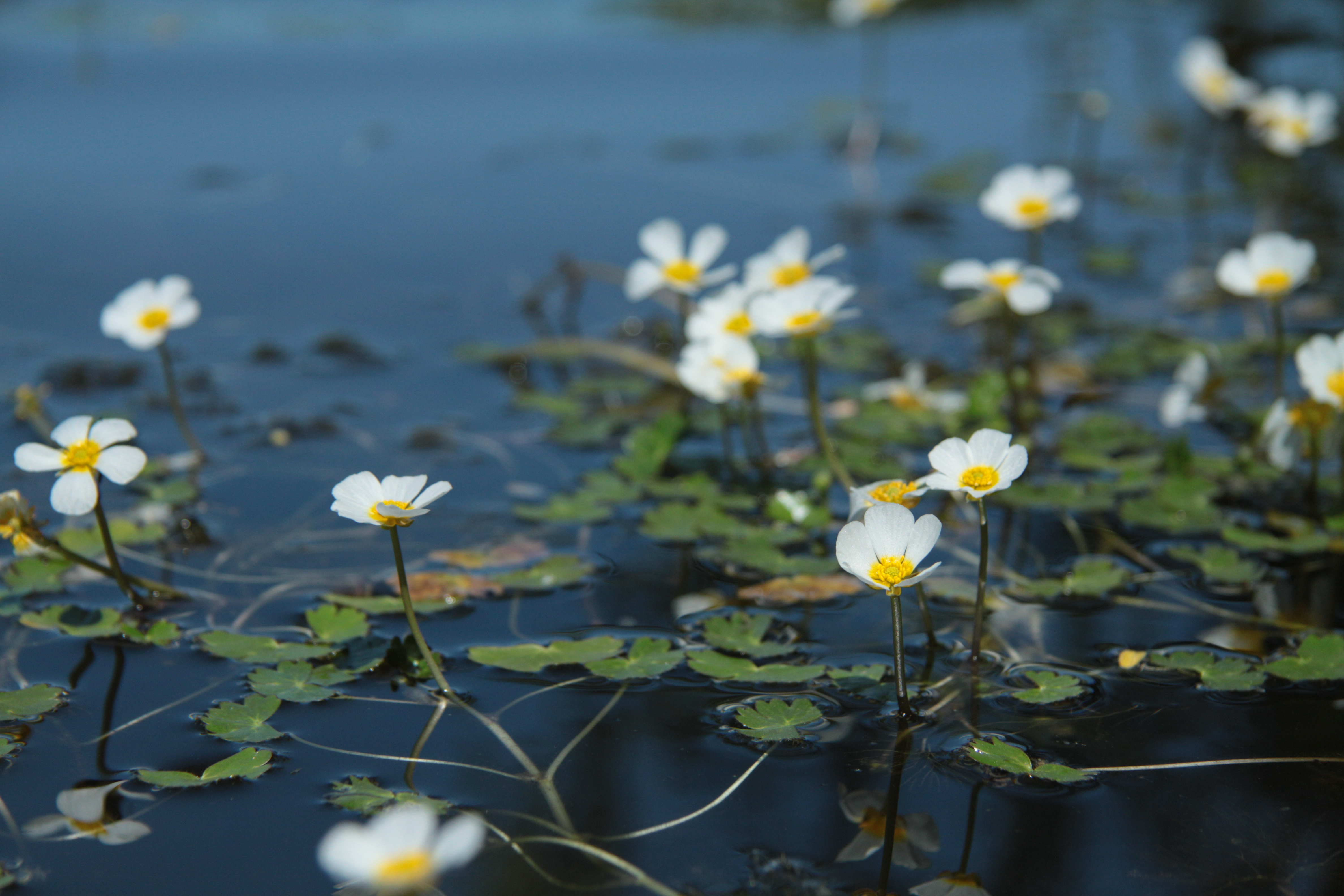
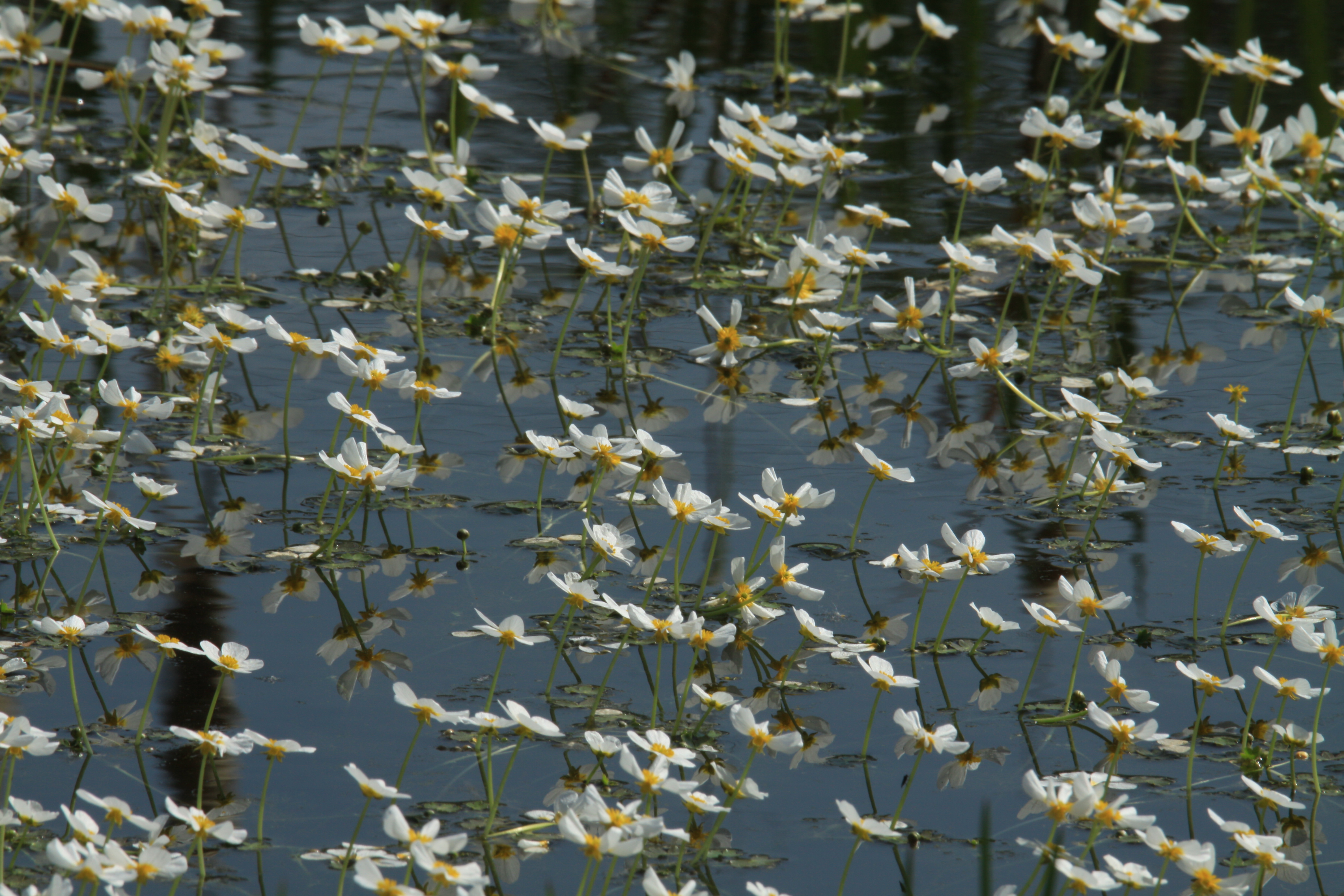
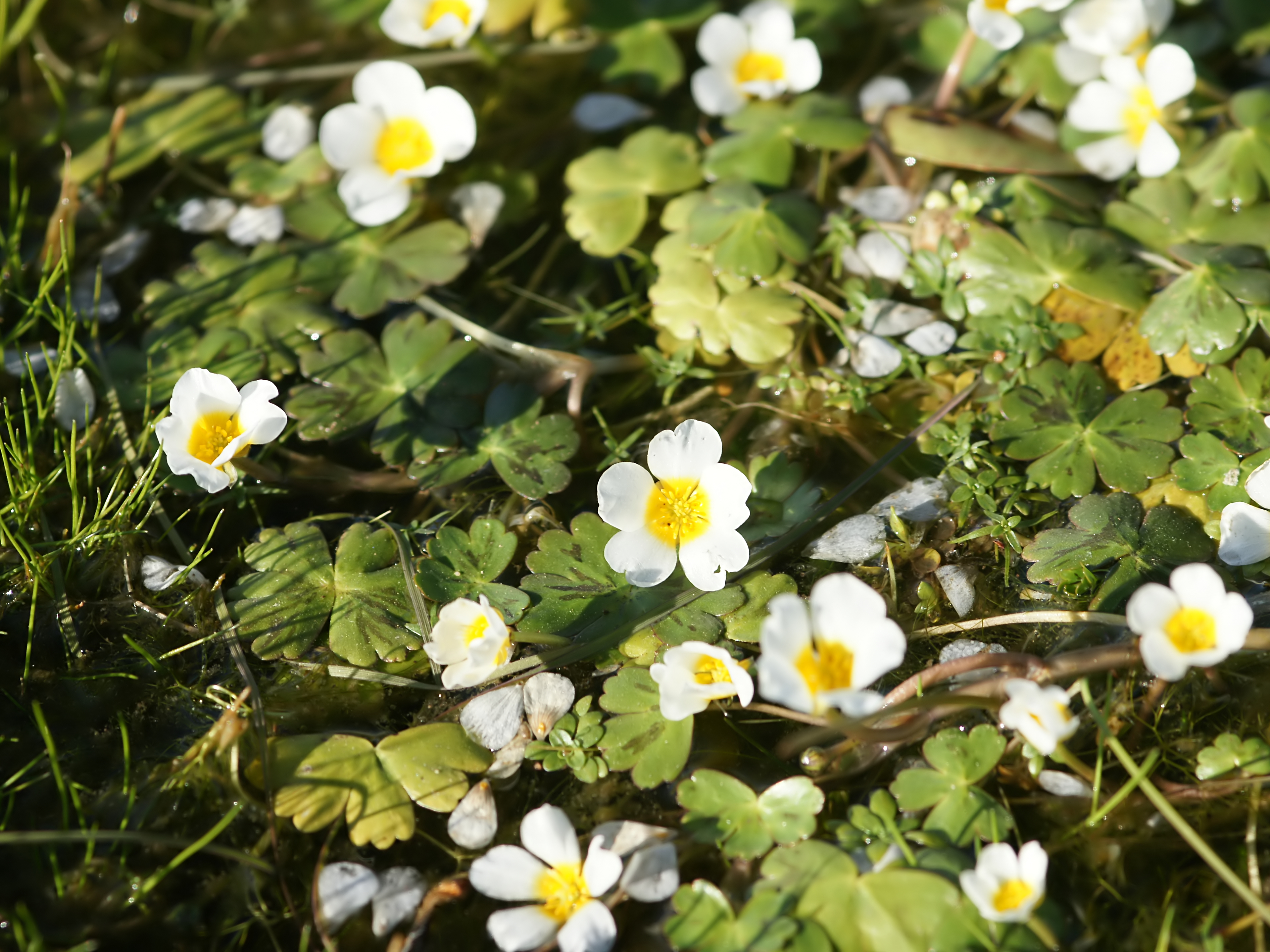
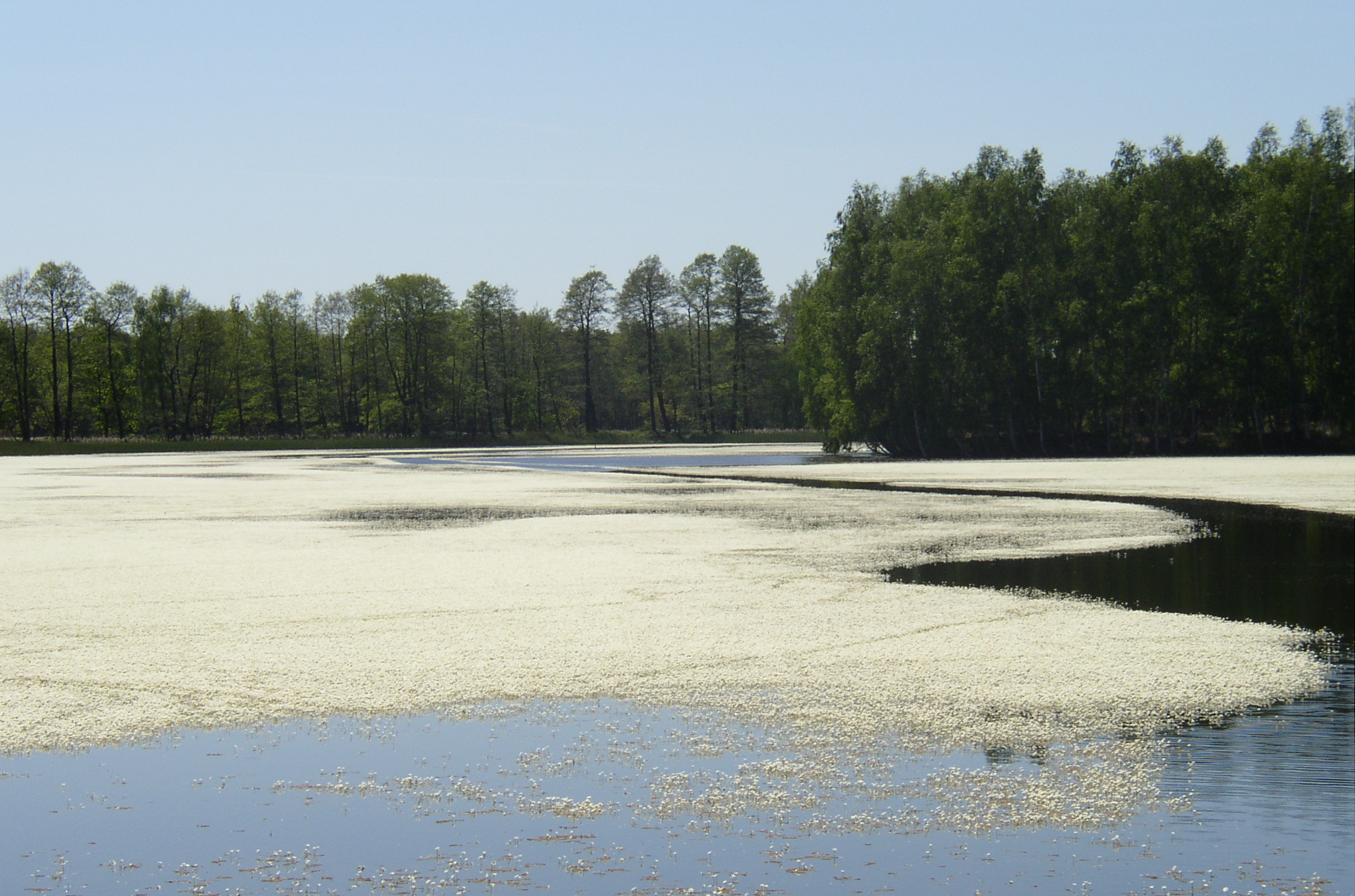
Nagy víziboglárka „tenger”
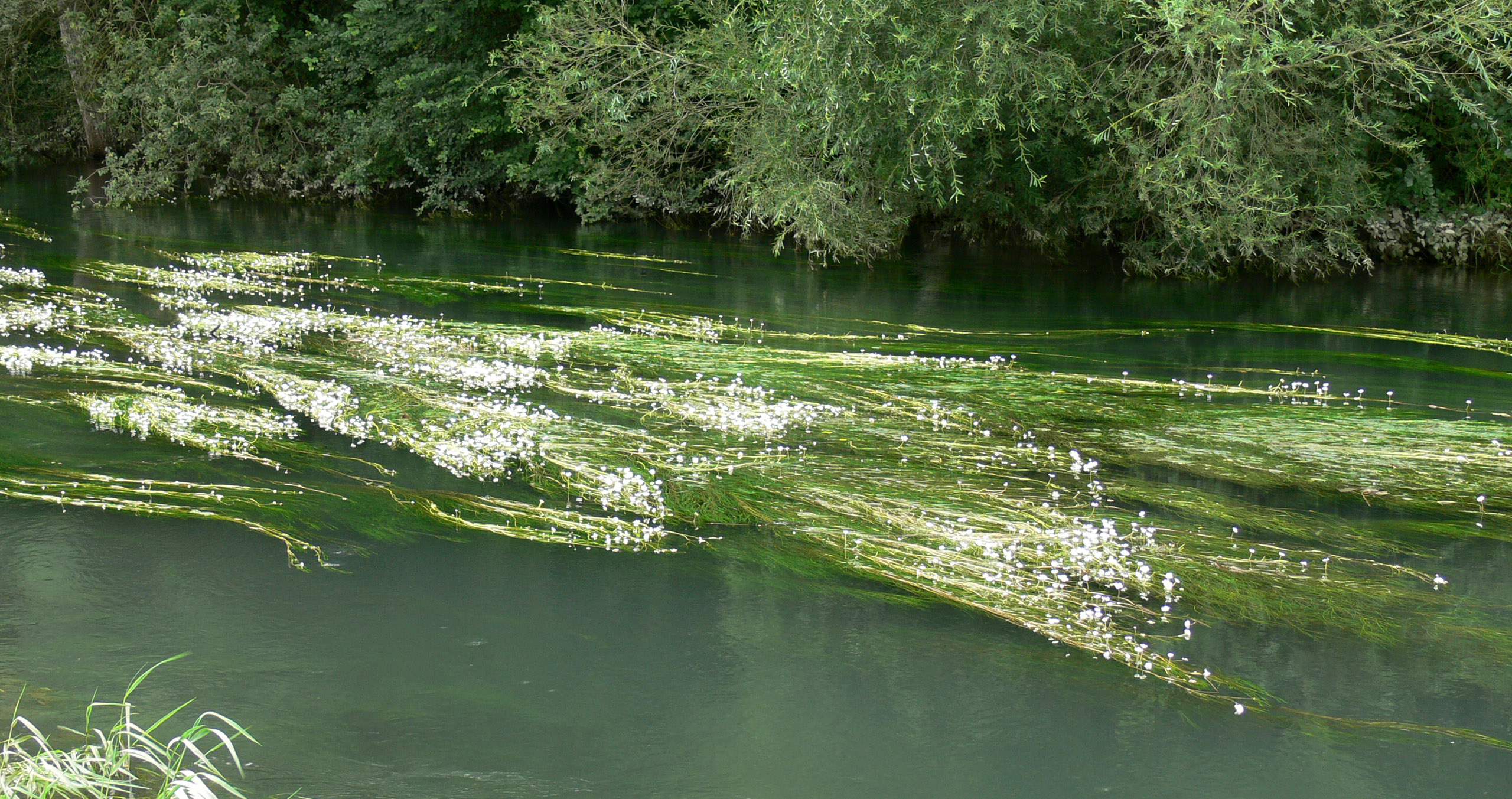
Vízben és
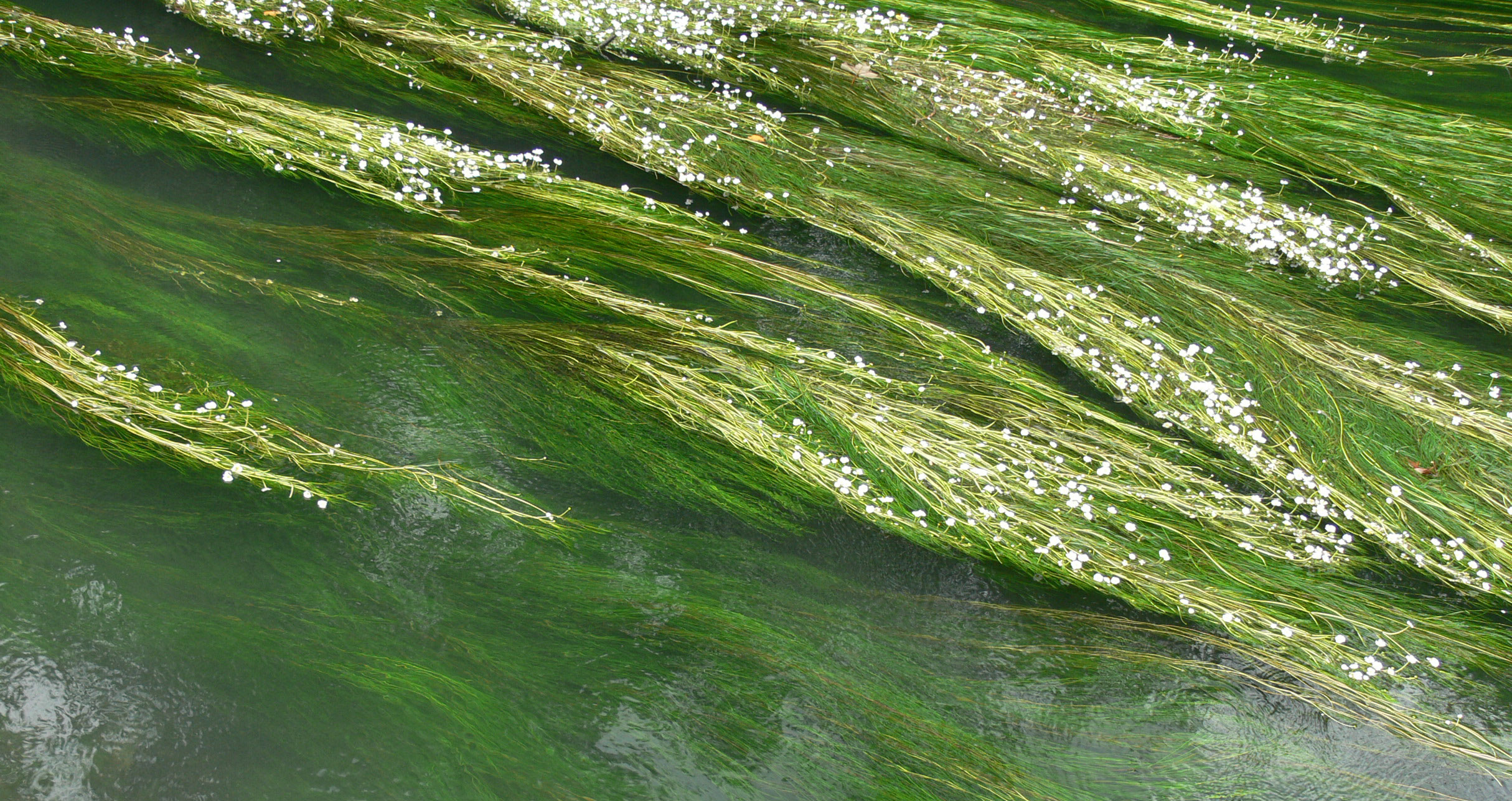
víz alatt
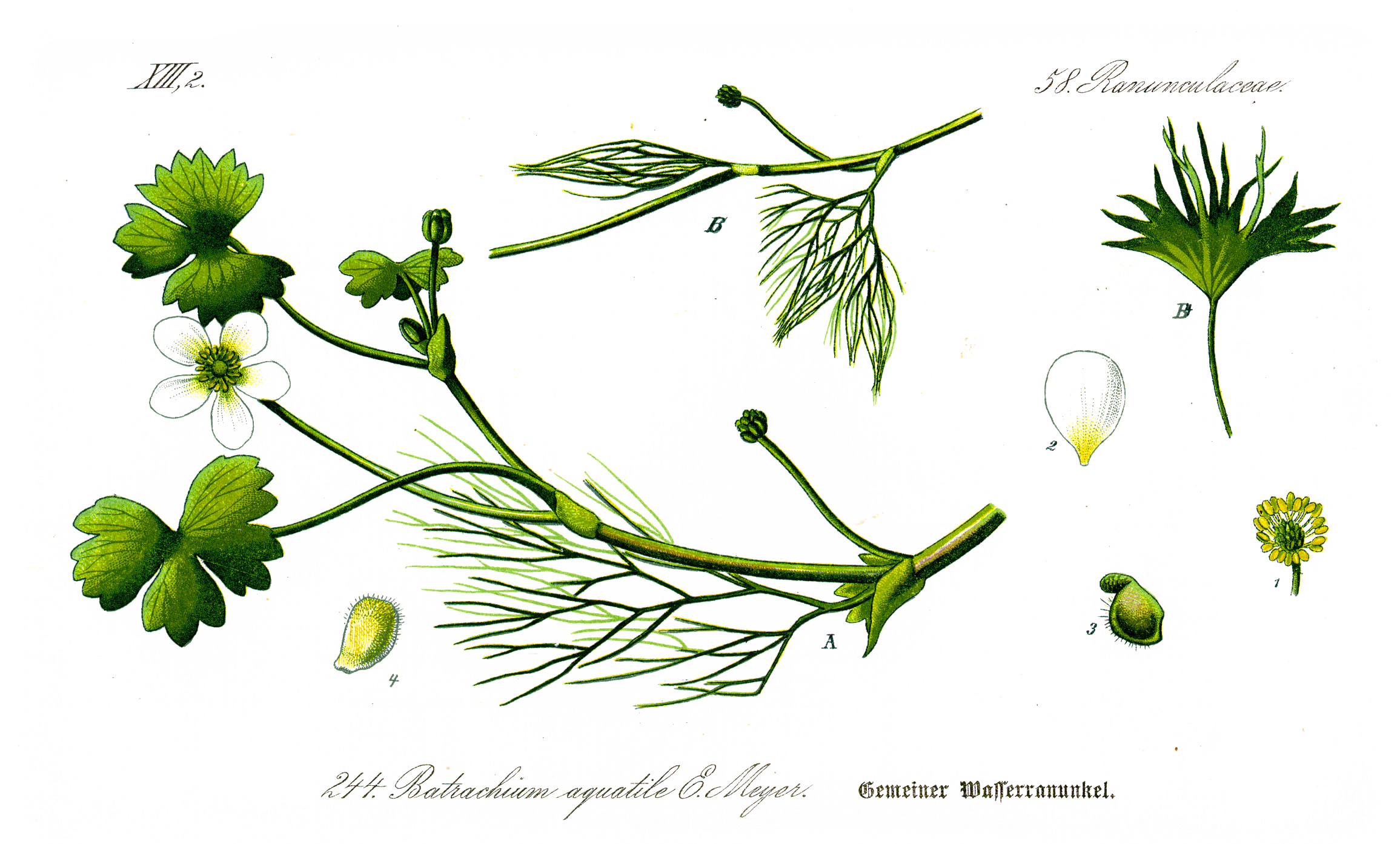
Rajzok
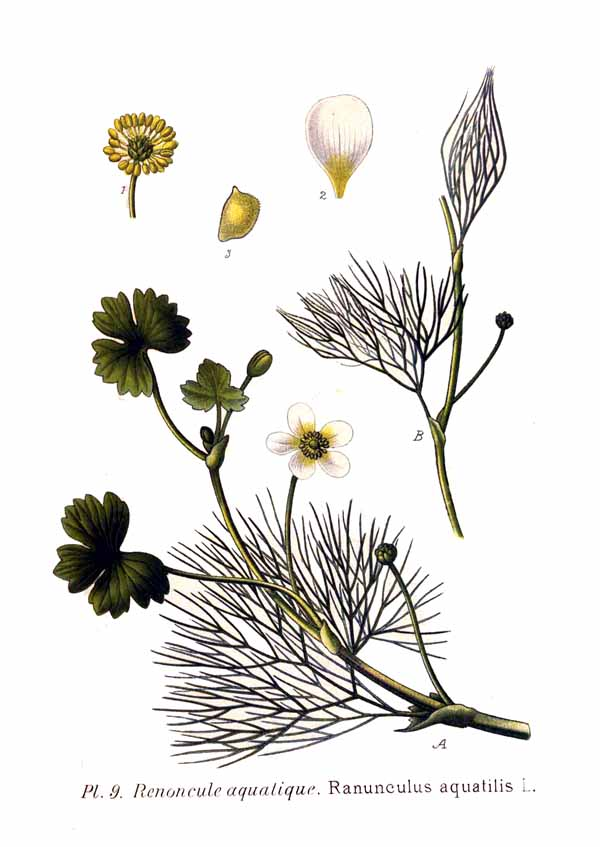
a
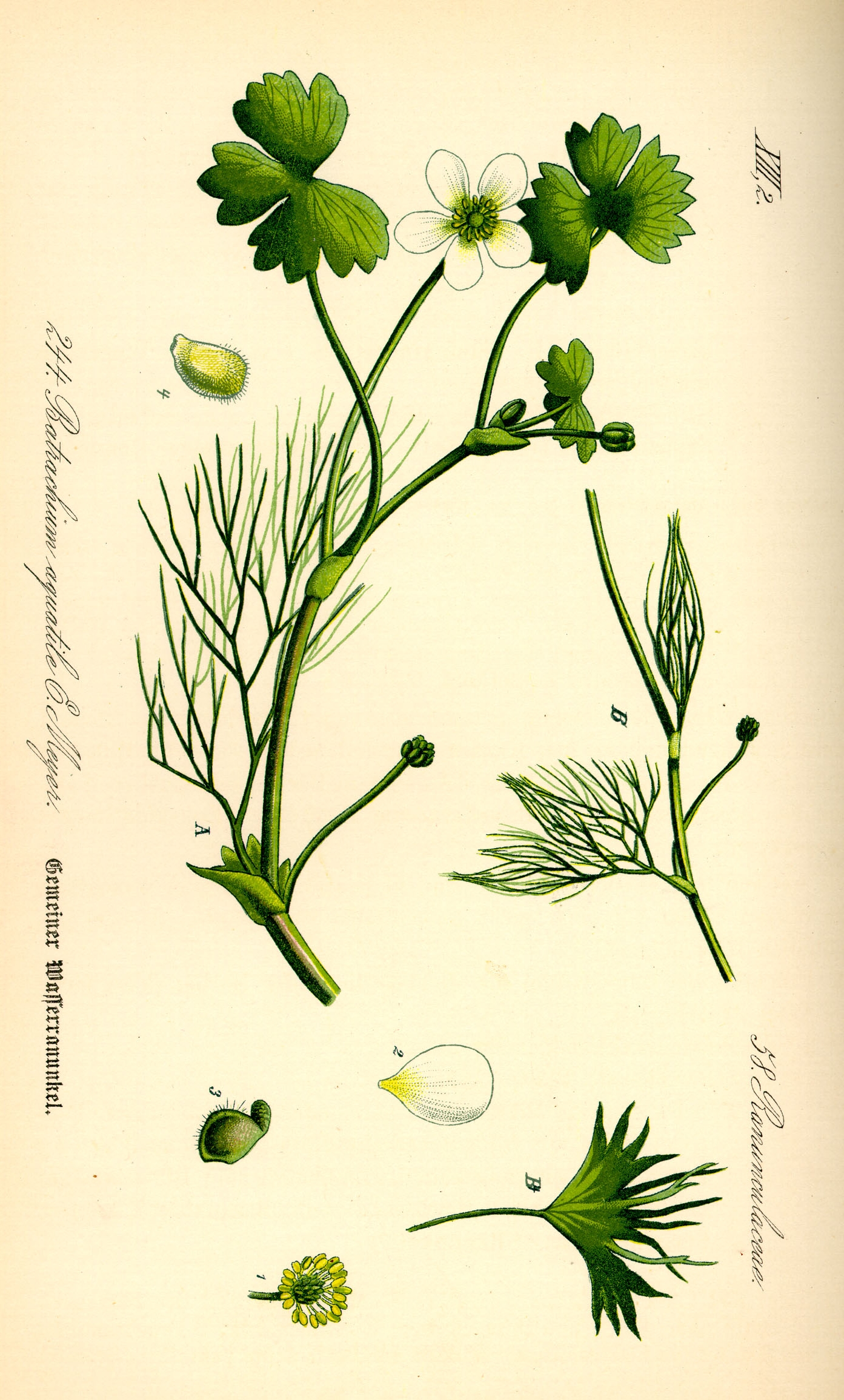
növényről